# Städtisches Museum Eisenhüttenstadt
Das Städtische Museum Eisenhüttenstadt wurde 1980 gegründet und umfasst heute drei Standorte, die die Stadtgeschichte Eisenhüttenstadts, eine Kunstgalerie mit Werken der DDR und ein Feuerwehr- und Technikmuseum präsentieren.

## Geschichte
Die Eröffnung des Städtischen Museums Eisenhüttenstadt fand am 6. Dezember 1980 statt. Das Museum wurde in einem Jugendstil-Gebäude mit Schifffahrtsmotiven in der Löwenstraße 4 im Stadtteil Fürstenberg (Oder) untergebracht. Der zweigeschossige Putzbau war 1906 als Wohnhaus im Auftrag vom Direktor der Dampfergenossenschaft, Carl Reiche, erbaut und 1977 rekonstruiert worden. Er steht unter Denkmalschutz.
2016 wurde bekannt, dass das Museum im Rahmen von städtischen Sparmaßnahmen im Kulturbereich bis über das Jahr 2020 hinaus Einsparungen erfahren werde, vornehmlich im Rahmen der Personalkosten.
Die langjährige Leitung des Museum oblag bis zum 31. März 2019 Hartmut Preuß. Anschließend wurde Maria Wundersee kommissarisch die Verantwortung für das Museum übertragen. Eine grundsätzliche Entscheidung zur Zukunft des Museums von der Stadtverwaltung war damals noch nicht gefallen.

## Abteilungen

### Stadtgeschichte
Die ständige Ausstellung befasst sich mit der frühen Besiedlung der Oderauenlandschaft, der mittelalterlichen Stadt Fürstenberg (Oder), den traditionellen Gewerken und der industriellen Entwicklung, zum Beispiel die regionale Glasindustrie. Auch über das zweitgrößte Kriegsgefangenenlager der Wehrmacht in Brandenburg, Stalag III B, wird informiert.

### Kunstgalerie
Die Galerie des Städtischen Museums bezog 1994 neue Ausstellungsräume. Neben wechselnden Ausstellungen verfügt die Galerie über eine Sammlung von Kunst der DDR: Malerei, Grafik und Kleinplastiken. Die Galerie bietet Informationen zu den rund 100 Skulpturen im öffentlichen Raum Eisenhüttenstadts sowie zur baugebundenen Kunst.
Im Jahr 2011 umfasste die Kunstsammlung des Museums etwa 200 Gemälde, 100 Grafiken sowie 100 Plastiken und Skulpturen. Die meisten waren von 1970 bis 1989 angekauft worden. Die Arbeiten zeigen einen Querschnitt der bildenden Künstler der DDR. Vertreten sind beispielsweise die Künstler Walter Womacka, Herbert Burschik, Johannes Hansky, Werner Stötzer, Matthias Steier, Angelika Tübke oder Karl Krug. Die Galerie zeigt zudem Ausstellungen junger Künstler, insbesondere aus den neuen Bundesländern.

### Feuerwehr- und Technikmuseum

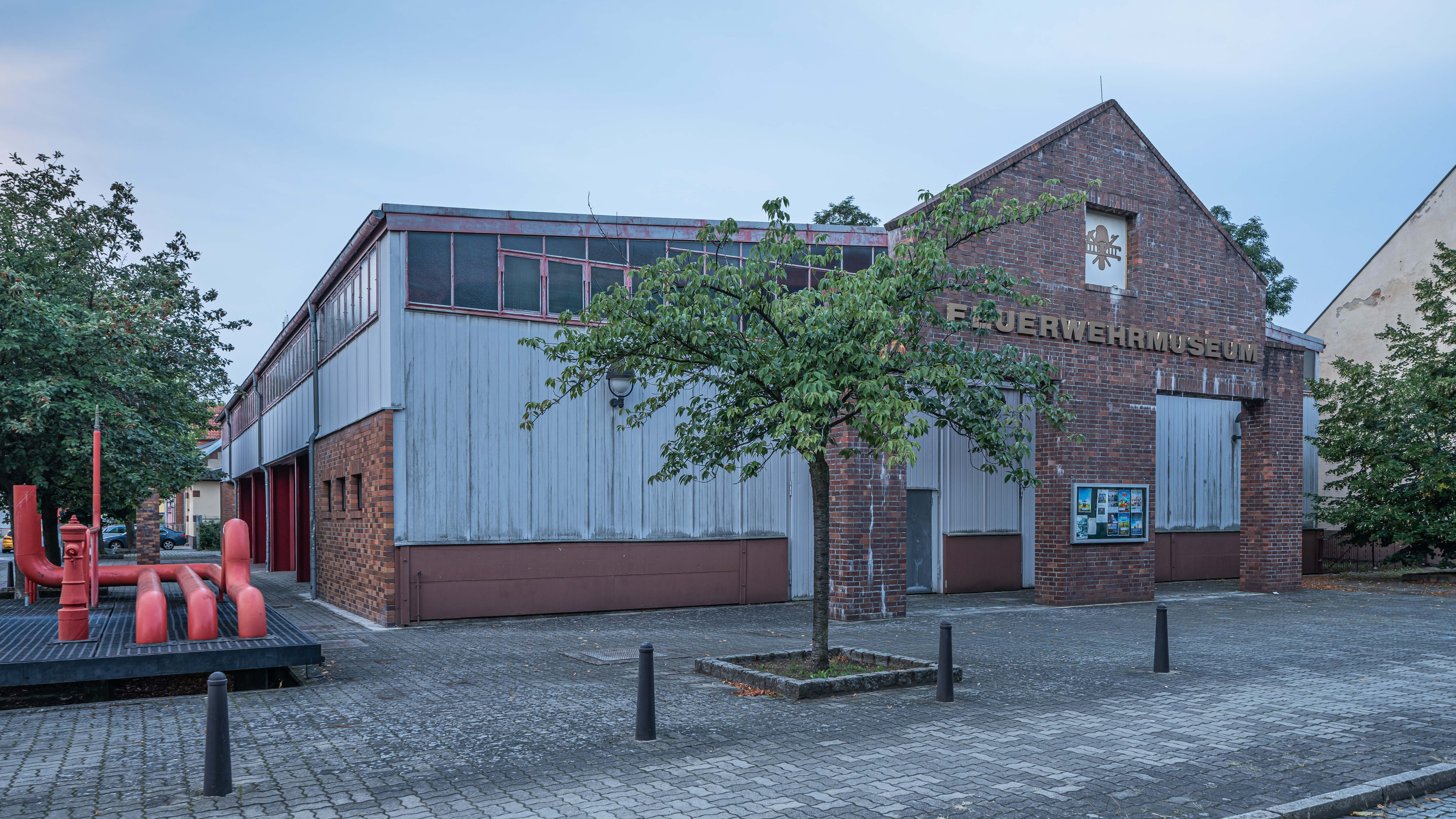
Gebäude des Feuerwehr- und Technikmuseums

Die Sammlung des Feuerwehr- und Technikmuseums geht auf die Initiative engagierter Feuerwehrleute aus Fürstenberg (Oder) zurück, die nach dem Ende des Zweiten Weltkriegs Objekte der Feuerwehrgeschichte bewahrten. Vorgänger des heutigen Museums war das Brandschutzkabinett von 1974. Es war zum damaligen Zeitpunkt das Einzige seiner Art in der DDR. Im Jahr 1986 erfolgte die Grundsteinlegung für das heutige Hauptgebäude in der Heinrich-Pritzsche-Straße 26 im Eisenhüttenstädter Ortsteil Fürstenberg. 
Zwei Jahre nach der deutschen Wiedervereinigung, 1992 konnte das neue Museum trotz der wirtschaftlichen, politischen und organisatorischen Umbrüche von der Stadt eingeweiht werden. Zur Betreuung und finanziellen Unterstützung gründete sich der Verein der Freunde und Förderer des Feuerwehrmuseums Eisenhüttenstadt e. V. Ziel des Vereins ist Erhalt, Pflege und Ausbau der Sammlung.
Der CTIF zertifizierte das Feuerwehr- und Technikmuseum Eisenhüttenstadt im Jahr 2017.
Gezeigt werden Ausstellungsobjekte aus dem 16. bis zum 20. Jahrhundert. Die Objekte umfassen frühere und moderne Kleintechnik und vor allem historische Löschfahrzeuge, wovon 1999 ungefähr 40 im Bestand waren. Dieses Spezialmuseum ist das einzige seiner Art in Brandenburg und zählt zu den bedeutendsten in Deutschland.

## Galerie

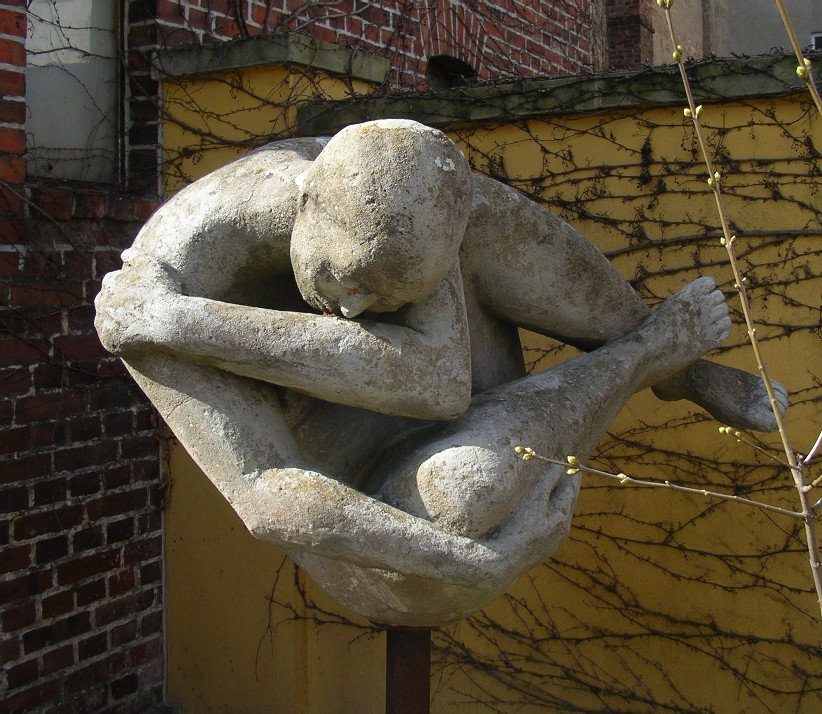
Skulptur Bewahrende von Robert Riehl im Museumsgarten
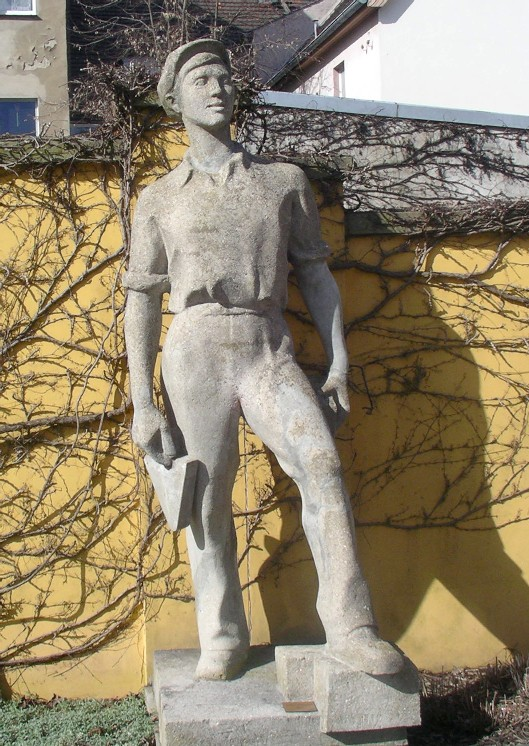
Skulptur Maurer von Robert Riehl im Museumsgarten
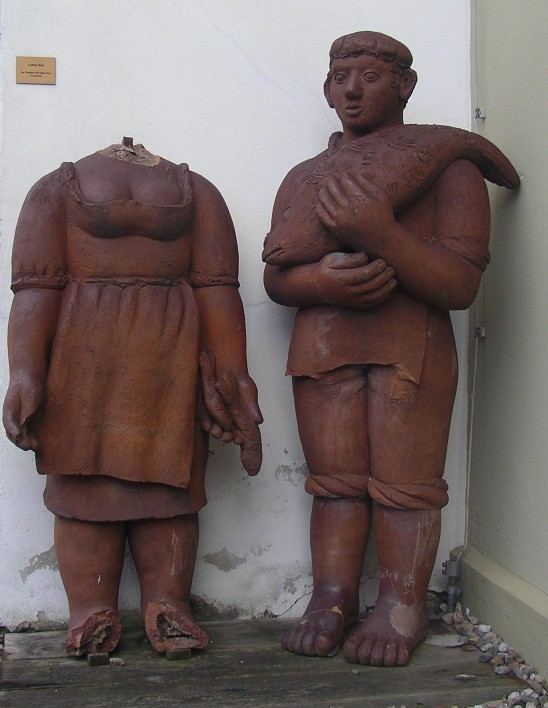
Skulptur Der Fischer und seine Frau von Lothar Sell